# Rupnagar
Rupnagar là một thành phố và là nơi đặt hội đồng đô thị (municipal council) của quận Rupnagar thuộc bang Punjab, Ấn Độ.

## Địa lý
Rupnagar có vị trí 30°58′B 76°32′Đ / 30,97°B 76,53°Đ Nó có độ cao trung bình là 260 mét (853 feet).

## Nhân khẩu
Theo điều tra dân số năm 2001 của Ấn Độ, Rupnagar có dân số 48.165 người. Phái nam chiếm 53% tổng số dân và phái nữ chiếm 47%. Rupnagar có tỷ lệ 75% biết đọc biết viết, cao hơn tỷ lệ trung bình toàn quốc là 59,5%: tỷ lệ cho phái nam là 78%, và tỷ lệ cho phái nữ là 72%. Tại Rupnagar, 11% dân số nhỏ hơn 6 tuổi.